# Chelifera alpina
Chelifera alpina är en tvåvingeart som beskrevs av Vaillant 1981. Chelifera alpina ingår i släktet Chelifera och familjen dansflugor.
Artens utbredningsområde är Frankrike. Inga underarter finns listade i Catalogue of Life.